# Cimayasari
Cimayasari is een bestuurslaag in het regentschap Subang van de provincie West-Java, Indonesië. Cimayasari telt 5612 inwoners (volkstelling 2010).